# Mother Love Bone
Mother Love Bone foi uma banda americana de rock formada em Seattle, Washington em 1987. O grupo esteve ativo entre 1987 e 1990. A personalidade extravagante e as composições do vocalista Andrew Wood ajudaram a catapultar o grupo ao topo da cena musical de Seattle da década de 1990. Wood morreu apenas alguns dias antes do lançamento do único álbum da banda, Apple, que foi adiado e lançado alguns meses depois.
Apesar seu trágico fim, que veio antes mesmo que alcançassem a desejada fama, o grupo é fortemente associado com a cena grunge de Seattle, e Wood é considerado um dos padrinhos do movimento musical que revolucionaria o rock meses depois.

## Biografia
Três ex-membros da também banda pioneira Green River (os guitarristas Stone Gossard e Bruce Fairweather e o baixista Jeff Ament) se juntaram ao baterista Greg Gilmore e ao vocalista Andrew Wood para formar a banda no final dos anos 1980. Seu som logo se caracterizou por ser uma mistura do peso e da levada do heavy metal e hard rock dos anos 1970 (tais como de bandas como Led Zeppelin, Deep Purple e Aerosmith) com a melodia e a energia punk da mesma época (de bandas como Stooges e MC5). Essa mistura logo se mostrou fascinante e promissora, e alguns anos mais tarde, o grunge explodiria no mundo todo.
Em 1989, lançaram o EP Shine pela gravadora Geffen. Logo a banda começa a fazer um relativo sucesso predominantemente no meio underground norte-americano. Era a figura carismática de Wood que chamava mais atenção, sendo descrito várias vezes como um "hippie dos dias modernos", com suas mensagens de paz, amor e compreensão – sem esquecer das drogas, sexo e rock’n’roll.
Depois de um tempo na estrada, a banda volta ao estúdio para gravar um álbum. Assim, no início de 1990, lançaram Apple, pela Polydor Records. Em 16 de março de 1990, pouco tempo depois do lançamento desse disco, Andrew Wood é encontrado morto por uma overdose de heroína.
No final desse ano, Stone Gossard e Jeff Ament resolvem formar uma banda em homenagem ao falecido companheiro. Assim surgiu o Temple of the Dog (nome tirado de uma das canções do Mother Love Bone, Man of Golden Words), que tinha também em sua formação os membros do Soundgarden Chris Cornell e Matt Cameron (Chris havia morado com Andrew durante algum tempo), e os desconhecidos Eddie Vedder e Mike McCready (que mais tarde formaram o Pearl Jam ao lado de Gossard e Ament).
Em 1992, é lançado um material póstumo do Mother Love Bone: um vídeo chamado The Love Bone Earth Affair e um disco chamado Mother Love Bone.

## Membros
- Andrew Wood - vocal
- Bruce Fairweather - guitarra
- Greg Gilmore - bateria
- Jeff Ament - baixo
- Stone Gossard - guitarra

## Discografia
- 1989 - Shine
- 1990 - Apple
- 1992 - Mother Love Bone
- 1993 - The Love Bone Earth Affair